# Observatórios do Llano de Chajnantor
O Observatórios do Llano de Chajnantor é um grupo de observatórios astronômicos localizado a 5104 metros acima do nível médio do mar, no deserto de Atacama, Chile, a 50 quilômetros a leste de San Pedro de Atacama. É um local muito seco e inóspito para a vida humana, mas um excelente lugar para a astronomia. O vapor d'água absorve e atenua a radiação de Raios T e essa é a razão pela qual a astronomia requer um lugar muito seco para receber este tipo de ondas curtas. O Observatório do Llano de Chajnantor é um dos maiores e mais altos observatórios astronômicos do mundo, com cerca de um bilhão de dólares estadunidenses alocados para projetos no local. Llano de Chajnantor e a área circundante foi designado como Reserva Científica de Chajnanto, pelo governo do Chile.